# Karen Marón
Karen Marón -seleccionada como una de las "TOP Corresponsales más Influyentes del Mundo en la Cobertura de Conflictos Armados" por la organización AOAV (Acción contra la Violencia Armada) con sede en Londres- es una periodista, corresponsal de guerra, productora y analista geopolítica, especializada en conflictos armados y política internacional con coberturas en más de 40 países.  
Es corresponsal en Oriente Medio, África y América Latina, incluyendo los lugares más desafiantes del mundo como Irak, Libia, Siria, Líbano, Colombia, Irán, Afganistán y el conflicto israelí-palestino desde la Segunda Intifada y las ofensivas militares de Israel sobre la Franja de Gaza en 2009 y 2014. Desde 2010 cubrió todas las instancias de la denominada Primavera Árabe desde Túnez hasta Egipto, la rebelión en Libia en 2011 y la caída de Muamar al Gadafi.
Desde 2011 a 2020 ha trabajado sobre el conflicto en Siria y continuó con su cobertura en la región, cubriendo además el décimo aniversario de la ocupación en Irak.
Desde 2022 cubre el conflicto en proceso desde 2014 entre Rusia y Ucrania
En 2023 cumple 19 años de labor ininterrumpida  de sus coberturas en Irak y realizó el documental sobre el 20 aniversario de la invasión y ocupación al país mesopotámico por parte de Estados Unidos
Es miembro de la Comisión de Impulso de la Cumbre Mundial de la Paz y la única argentina, integrante del Dart Center for Journalism and Trauma (Centro Dart para Periodismo y Trauma) - con sede en la Universidad de Columbia - que reconoce y promueve la excelencia en el reporte de víctimas de violencia y entrena a periodistas en temas relacionados con trauma en colaboración con International Society for Traumatic Stress Studies.
Es Maestra de corresponsales en zonas hostiles e imparte clases, entre ellas, en la Universidad de la Defensa Nacional de la República Argentina. Es Instructora en Operaciones de Paz y Miembro de Honor de CAECOPAZ, el Centro Argentino de Entrenamiento Conjunto para Operaciones de Paz. 
Posee la Aptitud Especial Conjunta en Operaciones de Paz otorgada por el Estado Mayor Conjunto de las Fuerzas Armadas (EMCFFAA) y se desempeñó como CoDirectora del Curso Internacional para Periodistas en Zonas Hostiles, siendo la autora de la currícula académica. 
Ha dictado clases magistrales y conferencias en universidades e instituciones académicas alrededor del mundo, sobre la cobertura periodística en conflictos armados, posconflictos y crisis humanitarias, ética periodística, Derecho Internacional Humanitario, análisis geopolítico, entre otras materias. 
También es integrante del CARI -Consejo Argentino para las Relaciones Internacionales- en el Comité de África del Norte y Medio Oriente y miembro de la Junta Directiva Club Internacional de Prensa de Madrid, la prestigiosa institución de nuclea a los corresponsales extranjeros en España.

## Carrera
Las asignaciones como reportera, productora y analista internacional de Karen Marón, son difundidas a través de numerosos medios de comunicación, entre los que se incluyen BBC Mundo, Radio Francia Internacional, 'Folha de S. Paulo (Brasil), Cadena NBC-Telemundo, El Universal (México), El Tiempo, El Espectador y Caracol Radio (Colombia). También ha realizado colaboraciones para Diario La Nación, Diario Perfil y Agencia de Noticias Telam de Argentina, Diario El Mercurio y Radio Cooperativa de (Chile),  Radio Espectador (Uruguay, entre otras numerosas publicaciones internacionales.

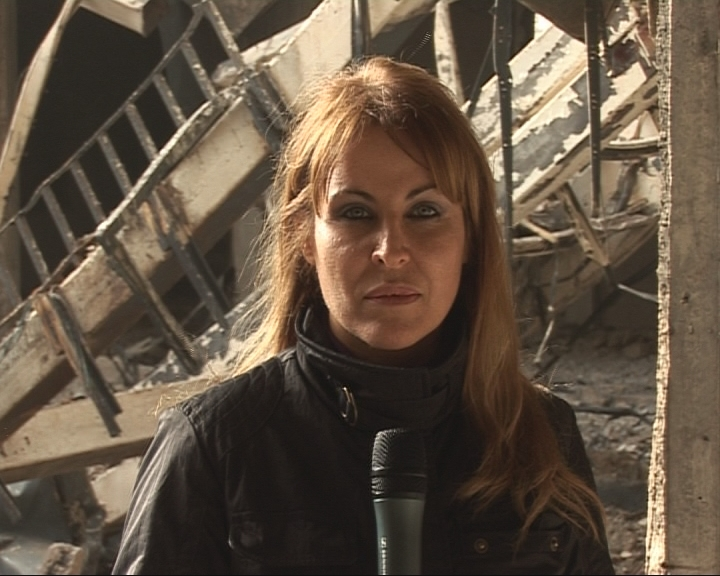
Karen Marón. Cobertura de la Operación Plomo Fundido. Hospital en Franja de Gaza. Gaza. Palestina.

Marón es reconocida ampliamente por su labor profesional en Irak durante la ocupación militar estadounidense. A partir de esta riesgosa cobertura, ha difundido desde el año 2004 hasta el 2019, todos los acontecimientos noticiosos del país mesopotámico para el mundo hispano parlante, siendo la periodista latinoamericana con mayor permanencia durante la ocupación militar.
Sus trabajos se extienden desde el cubrimiento del cuarto aniversario de la
invasión en 2007, el juicio a Sadam Huseín y su ejecución las elecciones en enero y diciembre de 2005
 y el Referéndum constitucional en octubre del mismo año.
La cobertura de Marón también incluye los enfrentamientos armados del ejército estadounidense en Ciudad Sadr contra las milicias de Al-Mahdi,- que lidera el clérigo chiita Muqtada al-Sadr,- y el traspaso de poder en el 2004. Se entrevistó con miembros del Partido Baaz en la clandestinidad y diferentes grupos de la resistencia iraquí, y sus informes sobre las torturas desde Abu Ghraib han merecido un amplio reconocimiento. Asimismo, difundió las vivencias de los latinoamericanos que luchan dentro de las filas de la Coalición multinacional en Irak. Reportó desde Bagdad Faluya, Ramadi, Nayaf Kerbala, Kufa y la región del Kurdistán, entre otros.
Sus crónicas se destacan por mostrar aspectos sobre la situación humanitaria, económica, social y política desde el corazón de los acontecimientos, haciendo especial énfasis en las víctimas de la guerra.
En el 2006 cubrió la guerra en el Líbano desde Tiro, trasmitiendo para numerosos medios del mundo. Esta asignación desde la asediada ciudad costera libanesa, -que incluyó la cobertura en todo el país,- se convirtió en uno los trabajos más aplaudidos internacionalmente, como lo describe Radio Francia Internacional en la nota titulada “Corresponsal de guerra en el Líbano”. En el mismo año cubrió los viajes a diferentes países del continente africano del presidente venezolano Hugo Chávez en el marco de la “Agenda África" y las elecciones presidenciales en Colombia y Venezuela.
Además de su cobertura en Irak, Karen Marón ha cubierto otras historias que implican el conflicto israelí-palestino desde el inicio de la Segunda Intifada en el año 2000, destacándose la entrevista al presidente Yasir Arafat-, la cobertura del 60 aniversario de la Nakba en 2008 y la Operación Plomo Fundido en la Franja de Gaza en 2009.
A partir del año 2001, Marón también comenzó a ganar reputación por su trabajo en Colombia donde se entrevistó con altos comandantes de las Fuerzas Armadas Revolucionarias de Colombia, (FARC), donde el jefe guerrillero Simón Trinidad declara que son un "Estado en gestación”. Entre sus trabajos se destaca el especial denominado Mujeres guerrilleras. Allí también cubrió el drama de los desplazados internos y en la región del Putumayo, trabajó el tema de las fumigaciones con glifosato que afecta a miles de campesinos e indígenas. Entre las investigaciones especiales figuran la urbanización de la guerra, el secuestro de Íngrid Betancourt y su cautiverio, el Plan Colombia y las elecciones presidenciales de los últimos siete años.
En el 2003, Marón trabajó en Perú sobre el posible resurgimiento de Sendero Luminoso entrevistándose con miembros de esta organización y realizó una investigación especial sobre la Comisión de la Verdad y las consecuencias de la violencia política. En marzo del mismo año, cubrió la misión de la Fuerza de las Naciones Unidas para el Mantenimiento de la Paz en Chipre, (UNFICYP), ante el posible acuerdo de paz entre Grecia y Turquía, auspiciado por Naciones Unidas, para la pacificación de la isla en un conflicto que se extiende desde hace más 40 años.

## Premios y distinciones
Karen Marón ha recibido numerosos reconocimientos entre los que se encuentran:

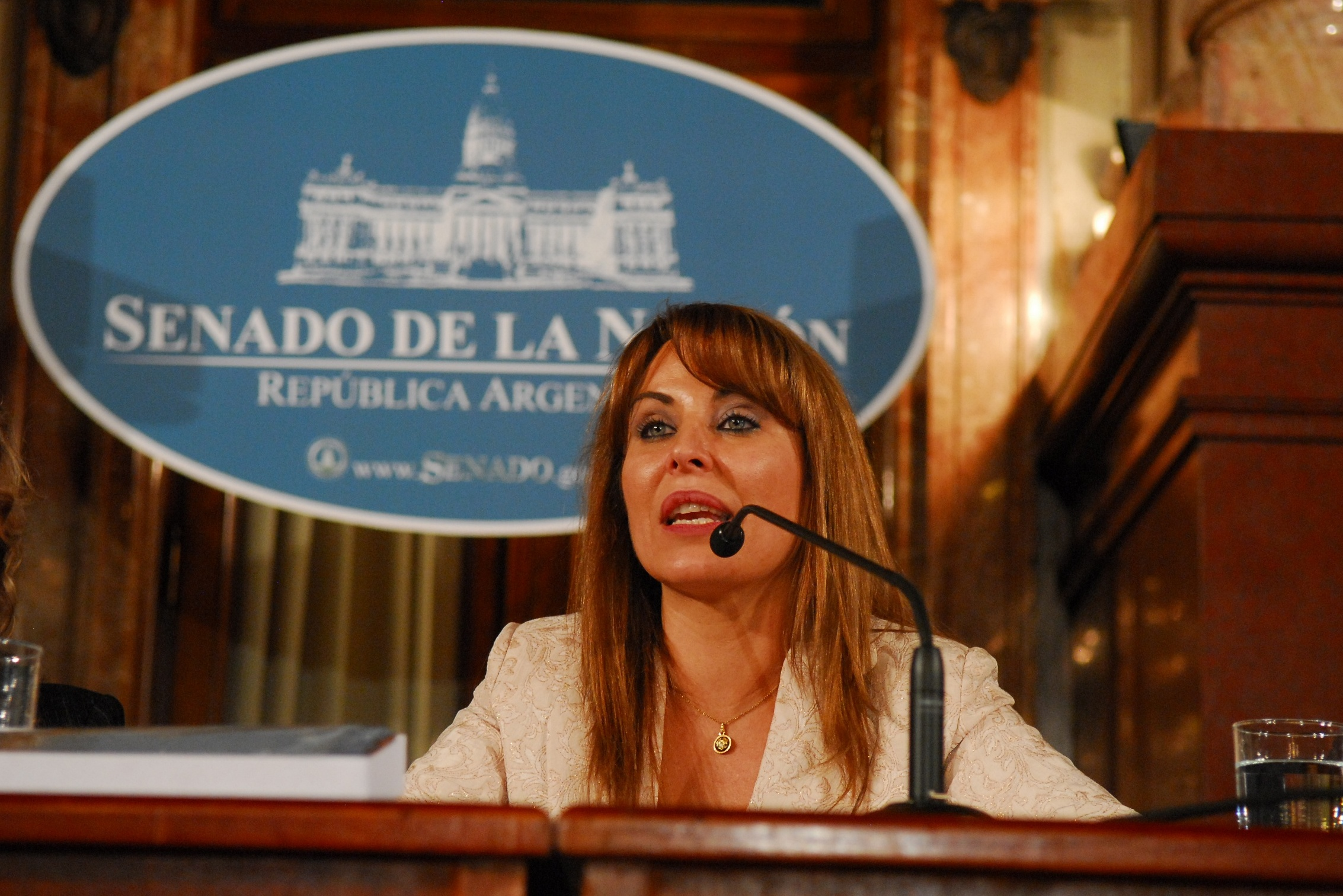
Karen Marón. Senado de la Nación de Argentina. Reconocimiento en el Día del Periodista

- 2023. " Distinción como una de las 5 Mujeres Latinoamericanas que marcaron Hitos en el Periodismo". MELO. Bogotá Colombia

- 2022. "Reconocimiento de la Companía de Fuerza Especiales 601 del Ejército Argentino". Agrupación de Fuerzas de Operaciones Especiales. FOE. Córdoba. Argentina.

- 2022. Distinción por “la vasta trayectoria como periodista, corresponsal de guerra, productora y analista geopolítica”. Concejo Deliberante de la Ciudad de Córdoba. Córdoba Argentina.

- 2022. Declaración de Beneplácito por la visita a la Provincia de Córdoba. Disertación en la Comisión de Relaciones Internacionales, Mercosur y Comercio Exterior. Legislatura de la Provincia de Córdoba. Córdoba. Argentina.

- 2019. "Distinción como "Ejemplo a Imitar" o "Role Mode" en la cobertura de conflictos armados internacionales dentro del ámbito del periodismo internacional". Sociedad InterAmericana de Prensa. SIP. Estados Unidos.

- 2019. “Personalidades más Exitosas de la Diáspora Libanesa”, distinguida por LIFE, Lebanese International Finance Executives.  Londres. Reino Unido. Entre los elegidos por su suceso laboral, reconocimiento, resiliencia, valores éticos y morales, capacidad de trabajo e inspiración global, se encuentran figuras de talla internacional y reconocidos mundialmente como el escritor Amin Maalouf, el cíentífico de la NASA George Helou, el presidente de Northeastern University, el Dr.Joseph Aoun; el magnate Carlos Slim, el diseñador Elie Saab, la diseñora Reem Acra, la Doctora Huda Zoghbi, M.D., la columnista Raghida Dergham; el Matemático Sir Michael Atiyah; el Premio Nobel en Biología, Sir Peter Medawar; la abogada Amal Clooney, la diplomática Ivonne Bakiy el gran escritor Yibrán Jalil Yibrán

- 2019. WLCUY. World Lebanese Cultural Union. "Mujer sobresaliente de la Diáspora Libanesa" en la campaña  #SheIsLebanese. Líbano Reconocimiento entre otros logros, ser una periodista, corresponsal, analista geopolítica y productora argentina, seleccionada como una de las “TOP 100 Corresponsales más Influyentes del Mundo en la Cobertura de Conflictos Armados"

- 2018. Distinción como una de las "Personalidades Libanesas-Americanas más Influyentes del Mundo 2018, nombrada por la organización Lebanese In The Usa & Canadá" en su cuarta edición. Estados Unidos y Canadá. Entre los distinguidos se encuentran Premios Nobel, Premios Pulitzer, Premios Oscar, personalidades dedicados a las ciencias, políticos, artistas, militares del más alto rango, campeones deportivos, hombres y mujeres de negocios, humanistas y comunicadores, entre otras áreas.

- 2018. Seleccionada como una de las "Mujeres más Prestigiosas y Relevantes del Mundo de la Diáspora Libanesa 2018" a través de la campaña realizada durante el mes de la mujer, denominada #SheIsLebanese. En la campaña han sido seleccionadas mujeres dedicadas al campo de las ciencias, las artes, las tecnología, modelos, reinas de belleza, juristas, cantantes, actrices, escritoras, comunicadoras y políticas, entre otras profesiones. Karen Marón es una de las mujeres hispano parlantes, junto con la cantante colombiana Shakira, la actriz y productora Salma Hayek, que representan la excelencia de las mujeres de origen libanés. La campaña de selección fue realizada por la DiasporaID team, a través de la nominación de mujeres triunfadoras y la contribución de miembros de la Diáspora libanesa.

- 2017. Cumbre Argentina de Mujeres Ilustres Edición Latinoamérica 2017. "Distinción a la Trayectoria al Mérito como Constructores de Paz", por la integridad de su esfuerzo para el logro de la sana convivencia pacífica". Universidad de Belgrano La entrega se realizó en la prestigiosa Universidad de Belgrano en Buenos Aires, en el marco de la Cumbre Argentina de Mujeres Ilustres- Marón fue distinguida con este honor en el año 2016- donde el tema convocante fue el "Rol de la mujer como constructora de paz-Visión Global Eco-ética"

- 2017. Distinción como "Mujer Ilustre de la Nación Argentina", en reconocimiento a su valioso aporte al bien común y su labor por una convivencia social más digna, en paz, con desarrollo sustentable y respeto del ambiente. Academia Internacional de la Diplomacia y las Profesiones, Instituto Universal de las Naciones y Parlamento Cívico de la Humanidad

- 2016. Instituto de Estudios Estratégicos y de Relaciones Internacionales, Centro de Estudios Institucionales de la Defensa y la Integración Regional, Círculo de Legisladores de la Nación Argentina y Cámara de Diputados de la Nación Argentina. Distinción como "Mujer Notable" en el ámbito internacional desde la Política Internacional, Derecho Internacional Humanitario, Refugiados, Salud e Investigación.

- 2014. Cámara de Diputados de la Nación Argentina. Declaración de Beneplácito por las distinciones obtenidas por la periodista argentina Karen Marón como Personalidad Destacada de la Cultura y el Periodismo de la Ciudad Autónoma de Buenos Aires, y por haber sido seleccionada como una de las TOP 100 periodistas más influyentes del mundo en la cobertura de conflictos armados, por la organización Acción contra la Violencia Armada –AOAV–, con sede en Londres, Inglaterra. Sala de la comisión, 19 de noviembre de 2014.

- 2013. AOAV. Asociación Acción contra la Violencia Armada Londres "TOP 100: seleccionada como una de las 100 periodistas más Influyentes del Mundo en la Cobertura de Conflictos Armados". Entre los seleccionados se encuentran corresponsales como Christiane Amanpour de CNN, Jon Lee Anderson de New Yorker, Stephen Farrell y Dexter Filkins de The New York Times, Seymour Hersh, Anthony Loyd de The Times, Dan Rather y Lara Logan de CBS, Giuliana Sgrena de Il Manifesto, Robert Fisk de The Independent, Javier Espinosa de El Mundo, Marc Marginedas de El Periódico de Catalunya, entre otros.

- 2012. Legislatura de la Ciudad de Buenos Aires. Personalidad Destacada en el ámbito de la Cultura y el Periodismo de la Ciudad Autónoma de Buenos Aires. Ley Karen Maron 4140. Los fundamentos de la aprobación por unanimidad de todo el cuerpo legislativo, se basa entre otras cualidades, en que la reconocida periodista argentina "honra la labor periodística, trabajando en los lugares más peligrosos y enfrentando intereses poderosos y arriesgando su propia vida"

- 2010. Fundación para una Cultura de Paz y Seminario Gallego de Educación para la Paz. España. Premio PortaPaz. Reconocimiento que se entrega anualmente a personas o entidades que destaquen en la defensa de los valores cívicos y democráticos, los derechos humanos y de la cultura de la paz. El premio fue otorgado junto al escritor y periodista gallego Manuel Rivas. Esta prestigiosa distinción ha sido concedida en ediciones anteriores al doctor Federico Mayor Zaragoza, presidente de la Fundación para una Cultura de Paz y quien fuera durante doce años director general de la Unesco, Amnistía Internacional, Instituto Catalán por la Paz, Centro de Investigación para la Paz.

- 2009. Organización Argentina de Mujeres Empresarias y Senado de la Nación Argentina. Premio Día Internacional de la Mujer 2009. MUJER DEL AÑO por "la trascendencia de su labor y su aporte al bienestar de la sociedad" dentro de la categoría de "Mujeres Líderes".

- 2009. Alcaldía Mayor de Bogotá. Llave de la Paz entregada en el marco de la I Cumbre Mundial de la Paz.

- 2008. Fundación Avicena. Reconocimiento al Mérito, por su encomiable trayectoria profesional, distinción compartida con otras personalidades del quehacer periodístico, del arte y la cultura argentina como Julio Lagos, Ismael Hasse y Nelson Castro.

- 2007. Senado de la Nación Argentina. Homenaje Especial en el Día del Periodista por su reconocida labor internacional.

- 2007. Embajada de Líbano en Buenos Aires Distinción “en reconocimiento a su coraje y a su noble tarea como mensajera de la paz”.

- 2007. Rotary International la nombró Socia Honoris Causa por el principio de “brindarse a los más necesitados y cumpliendo con “Dar de SÍ, antes de Pensar en SÍ”.

- 2007. Distinción Ugarit como Revelación Joven del Año en la Legislatura de la Ciudad de Buenos Aires, premio recibido junto con el consagrado músico argentino Diego Torres.

- 2006. Club Internacional de Prensa de Madrid.[61] Premio Reconocimiento por “su trabajo consecuente, esforzado, y valiente que es reconocido en el mundo entero y ha sido valorado por más de 12 medios de comunicación, a través de los cuales cada día se transmiten a lectores y oyentes sus crónicas de actualidad. Esta joven pero experimentada periodista argentina, “cuenta con absoluto rigor y claridad lo que ve”, desde escenarios tan conflictivos como Iraq y otros lugares inestables del planeta”. En la misma edición, -además de las distinciones a prestigiados comunicadores como la laureada corresponsal de TVE, Rosa María Calaf.

- 2005. Senado de la Provincia de Buenos Aires. Nombramiento como "Ciudadana Prominente" de la provincia en reconocimiento por su trabajo periodístico internacional en zonas de conflicto.

- 2005. Unión Empresarial de Moreno. Distinción Especial por su trabajo en conflictos bélicos

- 2004. Honorable Concejo Deliberante de la Ciudad de Moreno. Ciudadana Ilustre de la localidad de Moreno. Provincia de Buenos Aires.

- 2004.Rotary International a la Joven Destacada del Año.

- 2004. Rotary International a la Excelencia Profesional.

- 2003. Comité Internacional de la Cruz Roja. Premio Henri Dunant de Periodismo Humanitario por su trabajo "Mujeres Guerrilleras".

- 2002. Centro Argentino de Entrenamiento Conjunto para Operaciones de Paz (CAECOPAZ). Miembro de Honor.

## Formación y antecedentes docentes
Es becaria en dos oportunidades de la Fundación Nuevo Periodismo Iberoamericano del maestro Gabriel García Márquez, de la Corporación Medios para la Paz, Centro Conjunto para Operaciones de Paz de Chile, entre otras instituciones internacionales donde realizó cursos especializados en periodismo.
Desde el año 2003 es Instructora en Operaciones de Paz, obteniendo la Aptitud Especial Conjunta otorgada por el Centro Argentino de Entrenamiento Conjunto para Operaciones de Paz. 
Estudió Derecho en la Universidad de Buenos Aires y Dirección y Producción Integral de Televisión en Canal 7 Argentina.

### Noticias y Medios sobre Karen Marón

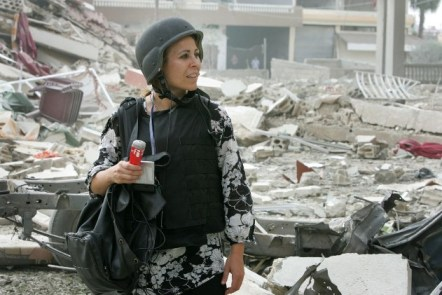
Karen Marón en Tiro, Líbano, 2006.

- 10 de abril de 2021. "Karen Marón: Periodismo. Cubrir guerras en tiempos de pandemia. Historias de una tarea de altísimo riesgo en conflictos que siguen vigentes aunque el mundo los naturalice". La Nación Revista. Buenos Aires. Argentina.

- 26 de marzo de 2021. "La cronista de fuego: Karen Marón, la argentina corresponsal de guerra que sobrevivió a todo. Diario Página 12. Buenos Aires. Argentina.

- 29 de diciembre de 2020. "Historias que merecen ser contadas: Hoy Karen Marón" (enlace roto disponible en Internet Archive; véase el historial, la primera versión y la última).. Por Gabriel Landart. El Ciudadano.

- 25 de octubre de 2018. Karen Marón, corresponsal de guerra: oficio en la línea de fuego. Por Florencia de Sousa. Diario perfil. Buenos Aires. Argentina

- 7 de septiembre de 2018. "Karen Marón: Trabajar en los peores escenarios: Una vida esquivando las balas". Por Camila Beltrán. Diario El País. Montevideo. Uruguay.

- 4 de abril de 2018. "Karen Marón seleccionada como una de las mujeres más prestigiosas y relevantes del mundo de la Diáspora libanesa". Club Internacional de Prensa de Madrid (enlace roto disponible en Internet Archive; véase el historial, la primera versión y la última).

- 27 de mayo de 2015."Una voz por el periodismo ético en tiempos de guerra". Karen Marón ofreció ayer una interesante charla, en la que dio cuenta de cómo los medios internacionales ocultan muchas veces la realidad bélica. Diario El Día. Chile (enlace roto disponible en Internet Archive; véase el historial, la primera versión y la última).

- 25 de mayo de 2015."Famosa corresponsal de guerra dictará una conferencia en La Serena" La periodista argentina Karen Marón ha desplegado su trabajo en lugares como Oriente Medio y África. Diario El Día. Chile. (enlace roto disponible en Internet Archive; véase el historial, la primera versión y la última).

- 7 de diciembre de 2013. Karen Marón: “La guerra es horror y grandes actos de amor”. Revista Noticias. Buenos Aires. Argentina.

- 28 de noviembre de 2011. Uy Festival. La violación como arma de guerra. Karen Marón y Jineth Bedoya Lima sobre la violación y violencia de género en Colombia y los conflictos armados. Bogotá. Colombia.

- 17 de marzo de 2011 Entrevista a Karen Marón, Corresponsal en Oriente Próximo y Golfo Pérsico «En Irak se ha producido un genocidio, un urbicidio, un memoricidio y una atrofia de la genética humana. ¿No debería responder alguien por las consecuencias de esta infame ocupación?» Por Santiago Álvarez Cantalapiedra. Director de CIP-Ecosocial

- 1 de febrero de 2011. CIP-Ecosocial. "Buen Periodismo, o la vuelta a los orígenes” Conversación entre seis profesionales de la información. Karen Marón, José Manuel Martin Médem, Víctor Sampedro, Gervasio Sánchez, Miguel Romero y Pascual Serrano. Madrid. España.

- 5 de febrero de 2010. Revista Cosmopolitan. Argentina. Edición 150. CASOS REALES. "Siendo corresponsal de guerra, intento la búsqueda de la paz” La impactante historia de Karen Marón Madrid. España.

- 28 de diciembre de 2009. PR Noticias. Madrid. España. Entrevista a Karen Marón. La cobertura en zonas de conflicto. PR Noticias. Madrid. España.

- 20 de octubre de 2009. Cumbre Mundial de la Paz. Karen Marón. La Humanización del conflicto. Bogotá. Colombia.

- 17 de diciembre de 2008. Diario Noroeste. El Portal de Sinaloa. México. "Periodistas bajo riesgo". Conferencia de Karen Marón en el curso de Periodismo en Ambientes Hostiles organizado por la Sociedad Interamericana de Prensa. Archivado el 22 de julio de 2011 en Wayback Machine.

- 7 de diciembre de 2008. Diario El Comercio. Lima. Perú. "Hacer periodismo en campo minado". Conferencia de Karen Marón en el Centro Argentino de Entrenamiento Conjunto para Operaciones de Paz de Naciones Unidas.

- 6 de diciembre de 2008. Diario de Navarra. España. "La injusticia femenina de las guerras". Reflexiones de Karen Marón sobre la situación de las mujeres en las guerras.

- 1 de octubre de 2008. Revista Cinco W. Pontificia Universidad Católica Argentina. Instituto de Comunicación Social, Periodismo y Publicidad. "La caja de Pandora iraquí". Entrevista. Página 11.

- 21 de julio de 2008.Diario El País. Madrid. España. "Periodismo y Derechos Humanos se dan la mano". Karen Marón en la firma del Manifiesto de Periodismo y Derechos Humanos del XII Encuentro Intermacional de Fotoperiodismo en Gijón.

- 18 de julio de 2008. Diario El Mundo. XII Encuentro Intermacional de Fotoperiodismo. Gijón. España. "Los fotoperiodistas demandan el compromiso de la prensa con los derechos humanos", por Javier Bauluz, Eduardo Meneses, Karen Marón, Eduardo Márquez, Walter Astrada, Jesús Abad Colorado, Juan Medina y otros.

- 4 de junio de 2008. Cruz Roja Española. Madrid. España. " La protección de las mujeres en los conflictos armados"

- 3 de junio de 2008. 23 ALNAP Biannual Meeting. Madrid. España. Conferencia "Periodismo y Crisis Humanitaria con Peter Arnett, Karen Marón, Giuliana Sgrena, Alan Nairn y Leslie Crawford"

- 15 de abril de 2008. Alta Política. Primer Observatorio de las Relaciones Exteriores. Argentina. "Reconocimiento a Karen Marón. Periodista y corresponsal de guerra".

- 15 de marzo de 2008. Seinforma. Canadá. Special series: War correspondent reporting. Feeling from the Front Line "Karen Marón: The process of listening to the victims' voices". (en inglés)

- 1 de marzo de 2008. Se informa. Canadá. "Karen Marón: El proceso de escuchar a las víctimas".

- 19 de octubre de 2007. International Armenian Network. "La corresponsal de guerra Karen Marón distinguida con el premio DISTINCIÓN UGARIT 2007".

- 21 de agosto de 2007. Periodismo 1837. TEA. Argentina. Conferencia: Coberturas internacionales.

- 14 de junio de 2007. Revista Semana. "Karen Marón: La Voz de las Víctimas"

- 7 de junio de 2007. Radio Francia Internacional. "El Senado homenajea a la periodista Karen Marón"

- 6 de junio de 2007. Telam. Argentina. "El Congreso distinguirá a la corresponsal de guerra. La cara de la absurda guerra en Irak contada por la periodista Karen Maron"

- 5 de junio de 2007. Revista El Parlamentario. Buenos Aires. Argentina. "Distinción a una corresponsal de guerra: en el Día del Periodista, será homenajeada una cronista que estuvo en Irak y El Líbano"

- 1 de febrero de 2007. Revista DEF. Argentina. "El laberinto iraquí"

- 30 de mayo de 2006. Caracol Radio. Colombia Universal. "Karen Marón: Historias humanas detrás de los conflictos".

- 9 de abril de 2006. Debate Parlamentario. Revista virtual del Grupo Parlamentario. México. Tercer aniversario de la ocupación en Irak. Desde Bagdad. "Cuando la vida no vale la pena". (enlace roto disponible en Internet Archive; véase el historial, la primera versión y la última).

- 21 de marzo de 2006. O sitio do Sindicato dos Jornalistas. Brasil. "Repórter argentina premiada em Espanha" Archivado el 22 de abril de 2008 en Wayback Machine. (en portugués)

- 14 de febrero de 2006. El Universal. México. "Premian a periodista argentina por labor en Bagdad" La periodista Karen Marón, corresponsal de EL UNIVERSAL en Irak, obtuvo el Premio Reconocimiento 2005, que concede el Club Internacional de Prensa de España Archivado el 21 de abril de 2008 en Wayback Machine.

- 9 de enero de 2006. Faro de Vigo. España. Entrevista a la corresponsal de guerra Karen Marón: "El cáncer en Irak aumentó un 1.200% por el uso de uranio" Archivado el 21 de abril de 2008 en Wayback Machine.

- 25 de octubre de 2005. Periodista Digital. España. "En el Palestine está el recuerdo de Couso"

- 23 de abril de 2005. Revista Claudia. Brasil. "Karen Marón:O dia-a-dia de uma correspondente de guerra no Iraque" (en portugués)

- 15 de marzo de 2005. Revista Caras. Buenos Aires. Argentina. Edición 1210. "Soy corresponsal de guerra porque así trabajo para la paz. La periodista argentina, Karen Marón, habla de la profunda experiencia personal que vivió en Bagdad"

- 1 de marzo de 2005. Revista Bohemia. Cuba. "Ir al infierno para buscar el paraíso"

- 30 de enero de 2005. Federação Nacional dos Jornalistas. Brasil. "Mesmo sob fogo, é preciso ficar" (en portugués)

- 4 de enero de 2005. Mujeres Hoy. Internacional. "Karen Marón: Corresponsal de guerra"

- 2 de enero de 2005. Observatório da Imprensa. Brasil. "Directo de Bagdá, receita de pão crocante" (en portugués)

- 19 de diciembre de 2004. International News Safety Institute. Estados Unidos. "Periodistas en Iraq: el infierno tan temido" by Karen Marón

- 30 de octubre de 2004. La Jiribilla. Cuba. "Prefiero decir que soy periodista".  (enlace roto disponible en Internet Archive; véase el historial, la primera versión y la última).

- 18 de mayo de 2004. Página/12. Argentina. Entrevista a Karen Marón. "Irak: Un desastre humanitario"

- 8 de marzo de 2004. Comité Internacional de la Cruz Roja. Homenaje a Karen Marón en el Día Internacional de la Mujer. "Mujeres y conflictos armados: una lucha en todos los frentes"

- 17 de enero de 2004. La Nación Line. Argentina. "Pasiones que desafían el miedo: La otra cara de los conflictos"

- 7 de enero de 2004. Mujeres Hoy. Internacional. "Karen Marón: Una mujer que va al frente"

- 20 de agosto de 2003. La Librínsula de los Libros. El Salvador. "Una periodista humanizando los conflictos"

## Más coberturas
- Folha de Sao Paulo. Algunos artículos. (en portugués)
- Otros artículos de Karen Marón Archivado el 22 de abril de 2008 en Wayback Machine.

- Datos: Q2878732
- Multimedia: Karen Maron / Q2878732